# German Juniors 2019
Das German Juniors 2019 im Badminton fand vom 7. bis zum 10. März 2019 in Berlin statt. Es war die 36. Austragung dieses bedeutendsten internationalen Badminton-Juniorenwettkampfs in Deutschland.

## Sieger und Platzierte
| Disziplin    | Gold                     | Silber                            | Bronze                                    |
| ------------ | ------------------------ | --------------------------------- | ----------------------------------------- |
| Herreneinzel | Park Hyeon-seung         | Brian Yang                        | Muhammad Aldo Apriyandi                   |
| Herreneinzel | Park Hyeon-seung         | Brian Yang                        | Syabda Perkasa Belawa                     |
| Dameneinzel  | Zhou Meng                | Han Qianxi                        | Yasnita Enggira Setiawan                  |
| Dameneinzel  | Zhou Meng                | Han Qianxi                        | Miyu Takahashi                            |
| Herrendoppel | Di Zijian Wang Chang     | Leo Rolly Carnando Daniel Marthin | Chen Zhi-ray Cheng Kai-wen                |
| Herrendoppel | Di Zijian Wang Chang     | Leo Rolly Carnando Daniel Marthin | Chua Yue Chern Lwi Sheng Hao              |
| Damendoppel  | Guo Lizhi Li Yijing      | Nita Violina Marwah Putri Syaikah | Chung Da-jeong Kim A-young                |
| Damendoppel  | Guo Lizhi Li Yijing      | Nita Violina Marwah Putri Syaikah | Treesa Jolly Varshini Viswanath Sri       |
| Mixed        | Jiang Zhenbang Luo Xumin | Kim Joon-young Lee Eun-ji         | Leo Rolly Carnando Indah Cahya Sari Jamil |
| Mixed        | Jiang Zhenbang Luo Xumin | Kim Joon-young Lee Eun-ji         | Di Zijian Li Yijing                       |